# Grabrov Potok
Grabrov Potok falu Horvátországban, Sziszek-Monoszló megyében. Közigazgatásilag Velika Ludinához tartozik.

## Fekvése
Sziszek városától légvonalban 19, közúton 26 km-re északkeletre, községközpontjától 5 km-re délnyugatra a Szávamenti síkság szélén fekszik. Határában halad át a D4-es autópálya és a Zágráb-Vukovár vasútvonal.

## Története
A község falvainak fejlődése Mária Terézia uralkodása idején gyorsult fel. A 18. század közepére Velika Ludina már községközpont volt. 1773-ban az első katonai felmérés térképén „Dorf Grabrov Potok” alakban szerepel.
A falunak 1857-ben 83, 1910-ben 184 lakosa volt. Belovár-Kőrös vármegye Kutenyai járásához tartozott. 1918-ban az új szerb-horvát-szlovén állam, majd később Jugoszlávia része lett. A II. világháború idején a Független Horvát Állam része volt. A háború után a béke időszaka köszöntött a településre, enyhült a szegénység és sok ember talált munkát a közeli városokban. A falu 1991. június 25-én a független Horvátország része lett. 1993-ban Sziszek-Monoszló megyén belül megalakult Velika Ludina község, melyhez a falu is tartozik. 2011-ben 104 lakosa volt.

## Népesség
| Lakosság változása | Lakosság változása | Lakosság változása | Lakosság változása | Lakosság változása | Lakosság változása | Lakosság változása | Lakosság változása | Lakosság változása | Lakosság változása | Lakosság változása | Lakosság változása | Lakosság változása | Lakosság változása | Lakosság változása | Lakosság változása |
| ------------------ | ------------------ | ------------------ | ------------------ | ------------------ | ------------------ | ------------------ | ------------------ | ------------------ | ------------------ | ------------------ | ------------------ | ------------------ | ------------------ | ------------------ | ------------------ |
| 1857               | 1869               | 1880               | 1890               | 1900               | 1910               | 1921               | 1931               | 1948               | 1953               | 1961               | 1971               | 1981               | 1991               | 2001               | 2011               |
| 83                 | 93                 | 122                | 124                | 134                | 184                | 205                | 207                | 257                | 250                | 211                | 186                | 153                | 141                | 135                | 104                |